# Gazette de la Martinique
La Gazette de la Martinique, est un journal français semi-officiel publié à Saint-Pierre en Martinique, sous le contrôle des autorités de l'île, du 28 janvier 1766 jusqu'en janvier 1794. 

## Histoire
Une imprimerie est établie à Saint-Pierre, à la Martinique, dès 1729, lorsque le sieur Devaux reçoit le privilège d'imprimer « les édits, lettres-patentes, déclarations, ordonnances, règlements, arrêts du Conseil Souverain, les factums concernant l'instruction des procès et les écrits approuvés par l'Intendant ». Sinson de Beaulieu succède à Devaux, puis Pierre Richard. L'imprimeur Pierre Richard se voit confier la direction de la Poste en 1766 et commence la même année la publication de la Gazette de la Martinique, dont la plus ancienne livraison retrouvée, non numérotée, est datée du 21 août 1766 et est entièrement consacrée au compte rendu des ravages provoqués dans l'île par l'ouragan du 13 août 1766.
À partir de 1788, la Gazette de la Martinique accorde une place de plus en plus importante aux tentatives de réforme de Louis XVI : « l'éditeur de cette feuille, persuadé que les lecteurs, bons citoyens et toujours attachés à la mère-patrie, aimeront à fixer leur attention sur l'historique de la France, se fera un devoir de recueillir, avec le plus grand soin, tout ce qui pourra les intéresser, surtout relativement aux états-généraux et à la régénération qui se prépare ». Pendant la Révolution française, la Gazette prend le parti de la nation, des lumières et du patriotisme, contre les tenants du despotisme aristocratique. Au début de 1790, elle est le porte-parole des « patriotes républicains » de Saint-Pierre, alors en rébellion ouverte contre le gouverneur et l'Assemblée coloniale qui siège au Fort-Royal, qu'elle défend notamment contre les « calomnies» du Préservatif des écrits modernes, publié à partir de la fin avril 1790, à Fort-Royal, par Jean-François Bazille –« Toujours dans les vieux principes, M. Bazille ! ». En 1790, Pierre Richard est associé avec A. Bourne, en 1791 et 1792 avec Le Cadre. Au printemps 1791, la Gazette de la Martinique adopte la devise « La Nation, la Loi, le Roi », mais celle-ci est abandonnée dès l'été.
La Gazette de la Martinique continue à être publiée au moins jusqu'à la fin de 1792, et a sans doute continué à paraître au cours de l'année 1793. Au début de 1794, la Martinique est occupée par les troupes anglaises : Saint-Pierre se rend dès le 16 février, mais Rochambeau, enfermé dans Républiqueville, ne capitule que le 25 mars. Dans les jours qui suivent cette capitulation paraît The Martinico Gazette and General Advertiser, qui est publiée en français et en anglais. Après le traité d'Amiens de 1802, qui restitue la Martinique à la France, la Gazette reprend sa publication sous le titre de Feuille du commerce ou Petites affiches de la Martinique qui devient la Gazette officielle politique et commerciale de la Martinique le 19 mars 1803 à la suite d'un arrêté du Capitaine-général et du préfet de la Martinique qui souhaitent utiliser ce support pour faire parvenir aux fonctionnaires de la colonie d'une manière sûre et prompte les actes du gouvernement. Elle est alors imprimée à Saint-Pierre par Jean-Baptiste Thounens, l'ancien rédacteur et imprimeur de la Gazette de Sainte-Lucie.

## Contenu éditorial
Journal semi-officiel publié sous le contrôle des autorités de l'île, la Gazette de la Martinique publie les textes officiels et fournit des informations et renseignements pratiques, avis légaux et commerciaux ou annonces publicitaires. Cette vocation pratique ne se borne cependant pas à l'utilitaire immédiat et quotidien. Diffusant l'information, facilitant les communications, la Gazette cherche aussi à aider au progrès de la colonie. Elle soutient ainsi les efforts de l'administration coloniale pour développer et diversifier l'économie de l'île par l'introduction notamment de nouvelles cultures .
Les articles et commentaires des rédacteurs, les contributions de lecteurs, sont rares, mais ils révèlent un souci partagé du « bien général de la colonie » et du « bien public ». La Gazette de la Martinique souligne par exemple, à la suite des différents ouragans qui ravagent l'île, les « traits généreux' », les actes de « bienfaisance », les manifestations de « zèle et de sensibilité », ou elle fait l'éloge, à propos du procès et de l'exécution de marins mutinés, de la vertu et de l'éducation dont le rôle doit être de changer l'homme, de le « transformer vers le bien ». À sa lecture s'esquisse ainsi une morale du bon citoyen comme du bon colon.
Les nouvelles politiques que publie la Gazette de la Martinique sont extraites des journaux européens et américains. À la rubrique « Saint-Pierre », sont données les nouvelles de la Martinique et des îles avoisinantes, ainsi que les nouvelles provenant de sources particulières : correspondances d'affaires ou correspondances privées, rapports des équipages et des passagers des navires qui font escale dans les différents ports de la colonie. À cette rubrique, sont également parfois publiées des « Variétés », courtes anecdotes ou petits vers de circonstance. Au fil des années, Pierre Richard semble s'être constitué un réseau important de correspondances avec les différentes îles des Antilles comme avec les États-Unis. Ce réseau aurait été fort utile lors de la guerre d'indépendance américaine par les renseignements qu'il fournissait au marquis de Bouillé, alors gouverneur de la Martinique. Pendant cette guerre, la Gazette de la Martinique rend compte des opérations militaires et fait connaître le point de vue des insurgents grâce aux informations que lui fournit l'envoyé spécial du Congrès américain à la Martinique, William Bingham. Selon ce dernier, la Gazette de la Martinique aurait ainsi obtenu « the character in Europe of giving the most authentic détail of the military operation in America ».